# Linjebilledet
Linjebilledet eller lignelignelsen er en betegnelse for en af Platons lignelser fra hans værk Staten. Det er den anden af tre kendte lignelser fra Platon. Den efterfølger i 6. bog sollignelsen og munder ud i hulelignelsen i starten af 7. bog.
I lignelsen ordner Platon sigtbart og tænkbart fra de usikreste formodninger til de sikreste ræsonnementer, fra den afhængige billedlige erkendelse til den forudsætningsløse idé.

## Linjebilledet
Man må begynde nedefra og gå op for at nå til en erkendelse og indsigt.
Groft sagt skelner Platon mellem to former for viden: 
1. Den viden, man får gennem indtryk fra andre og deres meninger (doxa).
2. Den viden, man selv argumenterer sig frem til at have (i Platons dialoger ofte med hjælp fra Sokrates), dvs. når man selv når til erkendelse af sandheden og sætter sin personlige overbevisning ind. Den viden (epistéme), man når frem til ved argumentationen, er ifølge Platon et udtryk for en erindring, noget vi i forvejen godt ved, men ”bare” skal have hjælp til at genkalde.

| filosofi | Spire Denne filosofiartikel er en spire som bør udbygges. Du er velkommen til at hjælpe Wikipedia ved at udvide den. |